# 建功神社
建功神社（けんこうじんじゃ）は、日本統治時代の台湾台北州台北市に存在した神社。国家のために殉難した人の霊を祭祀する招魂社として、台湾総督府の主導により、昭和3年（1928年）に建立された。無格社。
建功神社の建築様式は独特であり、牌坊風の鳥居や拝殿の半球状のドームなど、従来の神社建築とはかけ離れた和洋中混合の建築様式は建立当時議論を呼んだ。
第二次大戦後、中華民国当局は建功神社を接収し、社殿を改築して博物館や図書館などの教育施設に転用した。2013年には一帯が「国立中央図書館跡地」として、文化部文化資産局により台北市歴史建築に指定された。拝殿は現在、国立台湾芸術教育館として利用されている。

## 沿革
建功神社は国家のために殉難した人の霊を祭祀する招魂社であり、その設立は官民から高く評され、台湾の靖国神社とも呼ばれる。建功神社が設立される以前は、台湾には殉職者を祀る決まった場所がなかった。 第1回招魂祭は1902年に台南で行われ、第2回招魂祭は1908年に台北で行われた。以後、招魂祭は濁水渓を境に、北は台北（最初は円山公園、後に新公園）、南は台南で毎年開催されるようになった。
台湾神宮の宮司の山口透は、1913年に台湾総督府に招魂社の設立を提議したが、提議は採択されなかった。その後1925年、弁護士の簑和は再び神社の建立を提議し、また当年が台湾始政三十周年でもあったため、台湾総督の伊沢多喜男は始政三十周年の紀念事業として招魂社を創立し、社殿を常設し神職を配置し、遺族や一般民衆がいつでも参拝できるようにすることを発表した。この目的のために、伊沢総督は東京に赴き、加藤高明首相に国庫に9万円の予算を組むよう要請し、その後、台北植物園内の約4000坪の土地を招魂社建設用地として選定した。
大正15年（1926年）4月30日の靖国神社の例祭日に、神社の地鎮祭が舉行され、昭和3年（1928年）1月12日に台湾総督府よりこの招魂社の「建功神社」という社号が公布された。この名称は、明代の詩人丘濬の「挽伏羌伯」にある「一代知名將，三邊屢建功」及び、中国三国時代の文人陸機の「豪士賦」の「立德之基有常，而建功之路不一」に因んだもの。同時に、祭祀される者の資格も公布された。

昭和3年（1928年）3月に上棟式を挙行し、同年7月14日に鎮座式を挙行、翌15日に臨時例祭が挙行された。総事業費は約12万8000円。

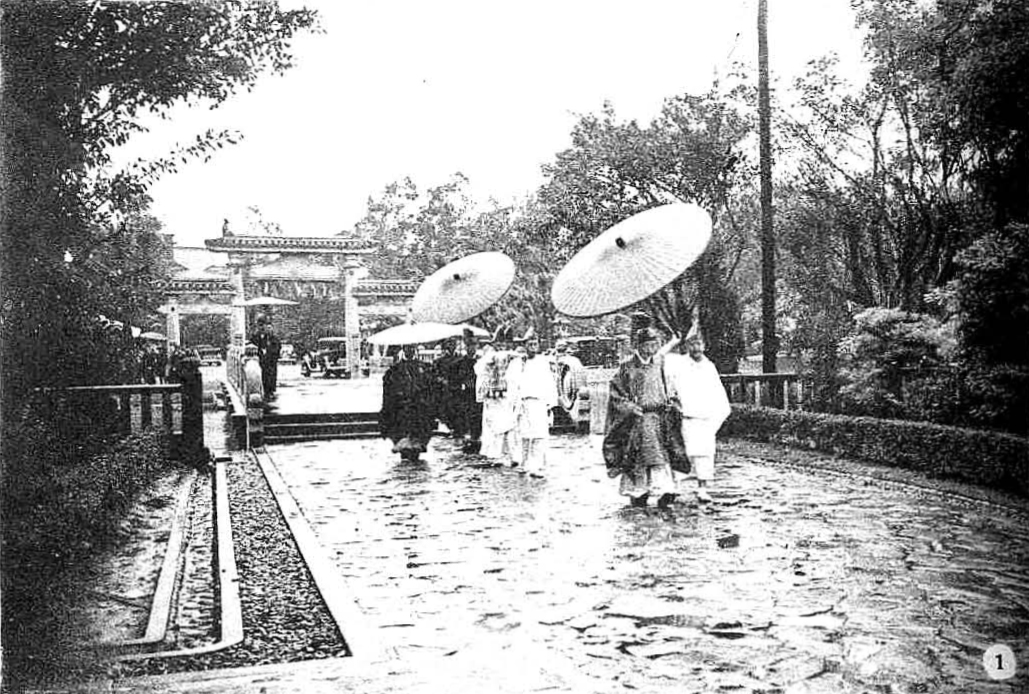
建功神社の祭時における幣帛供進(1934)

臨時例祭時の出席者は、台湾総督川村竹治、遺族総代表（日本人、台湾人、原住民各1人）、文官総代表（台北帝国大学校長幣原坦）、武官総代表（台湾軍参謀長）、各州庁民総代表、各州知事及び庁長、各国領事（アメリカ、イギリス、オランダ）、台北市尹。奉献品については、五州三庁、台北市、帝国在郷軍人会台北市連合分会、台湾日日新報社よりあわせて11基の石灯篭が寄贈され、大阪毎日新聞社からは春日灯籠1対が寄贈された。

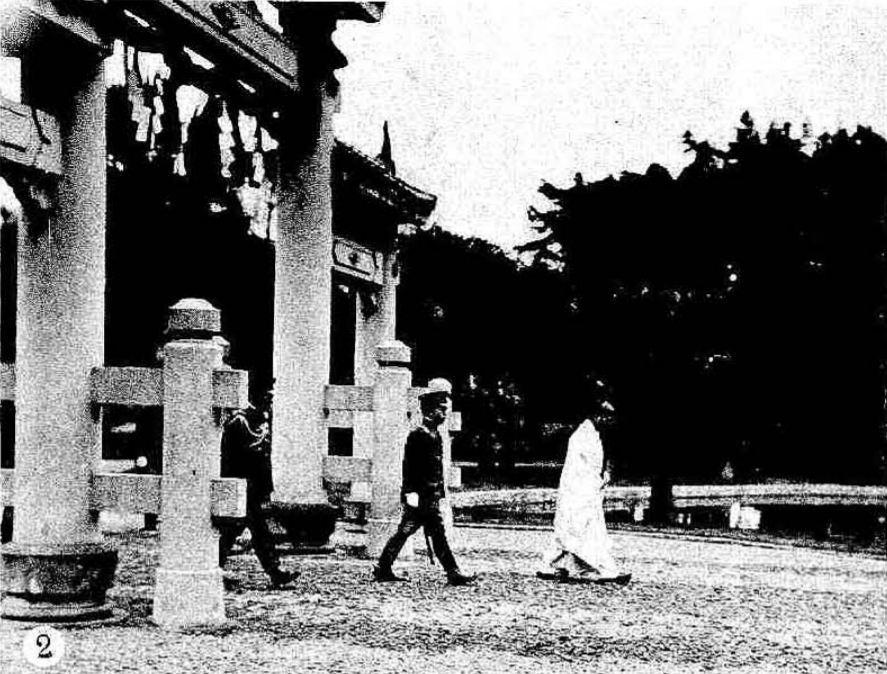
大韓帝国最後の皇太子、李垠の訪台時の参拝(1935)

建功神社の社格は無格社とされ、日本が1895年に台湾を領有して以来の台湾の戦死者、準戦死者、殉職者、準殉職者、殉難者を祀っていた。日本人あるいは台湾人、地位の高低とは無関係に、総督府が組織する「建功神社合格者資格審査会」を通過した者のみが祀られた。建功神社の祭神の審査員は1939年時点で、台北：高木友枝、河村徹、三好德三郎、林熊徵；台中：坂本素魯哉、辜顯榮、松岡富雄；台南：富地近思、許廷光；高雄：古賀三千人、藍高川。
1945年の台北大空襲により、建功神社の神橋の南側が損毀した。
建功神社は第二次大戦後、台湾省行政長官公署教育處に接収され、日本を象徴する多くの物品は除かれ、参道大門、鳥居、参道両側の石灯篭などの施設はいずれも現存しない。
1954年、教育部はこの地に総称して「南海学園」と呼ばれる、博物館の群立する一連の文化施設を整備した。今日の建功神社の史跡は1955年に改築されたもので、利群建築師事務所の陳濯と李寶鐸の設計により、国立中央図書館の総館として、南海学園で最も早期に完成した建物となった。外観は中国北方の宮殿様式を示し、ドーム状の屋根は黄色の釉薬瓦で覆われた宝形造の尖塔で覆われ、ドームの内部は中華民国の国章で装飾され、建物の外壁は四合院形式で増築された。日本統治時代の神社建築の外観は大幅に変更されたが、当初の配置はほぼ維持され、建功神社の主建築、神池及び玉垣は保存されており、2013年に「国立中央図書館跡地」の名称で台北市歴史建築に指定された。

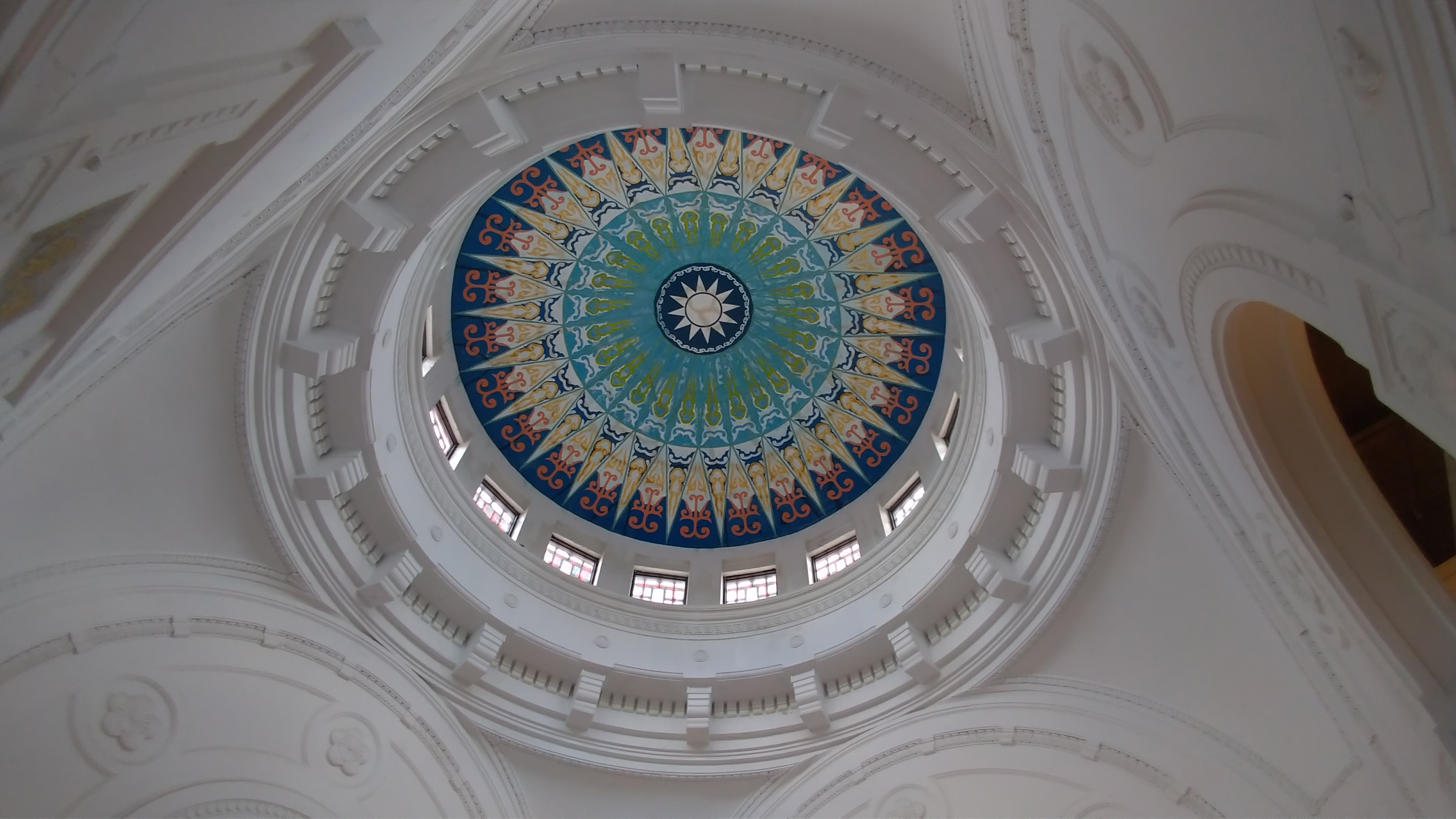
ドーム内面現況
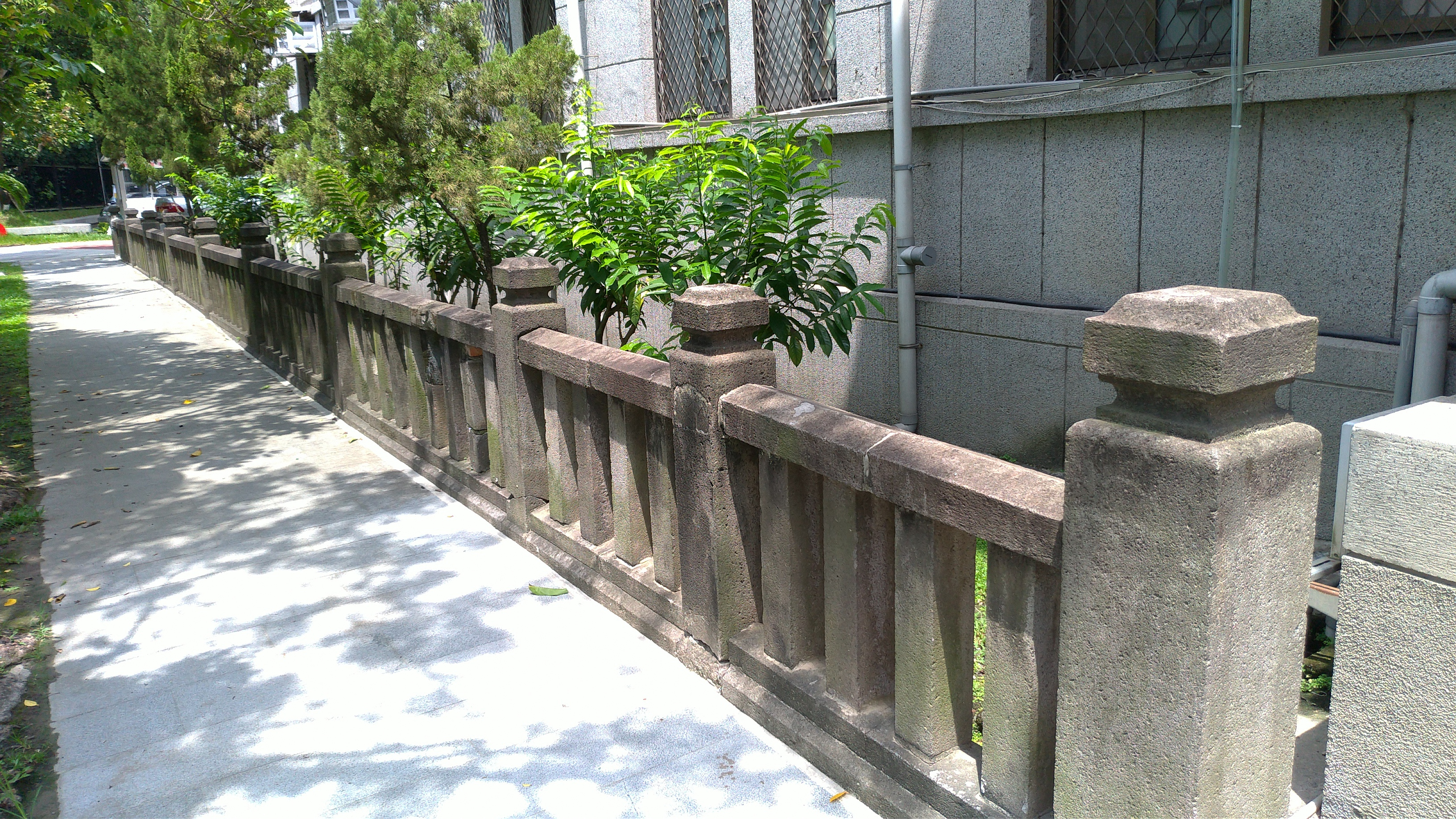
建功神社の瑞垣
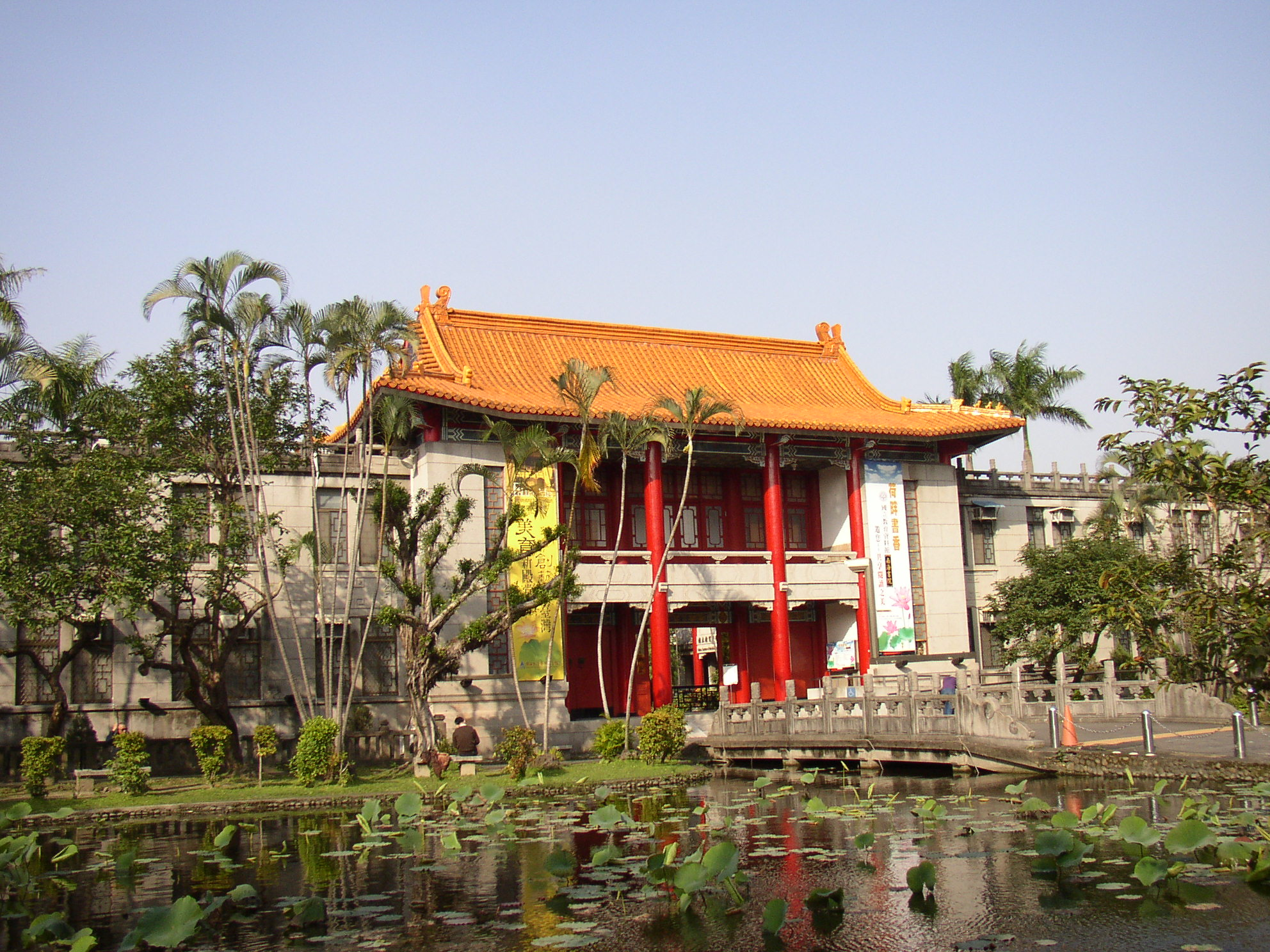
神橋と池の現況
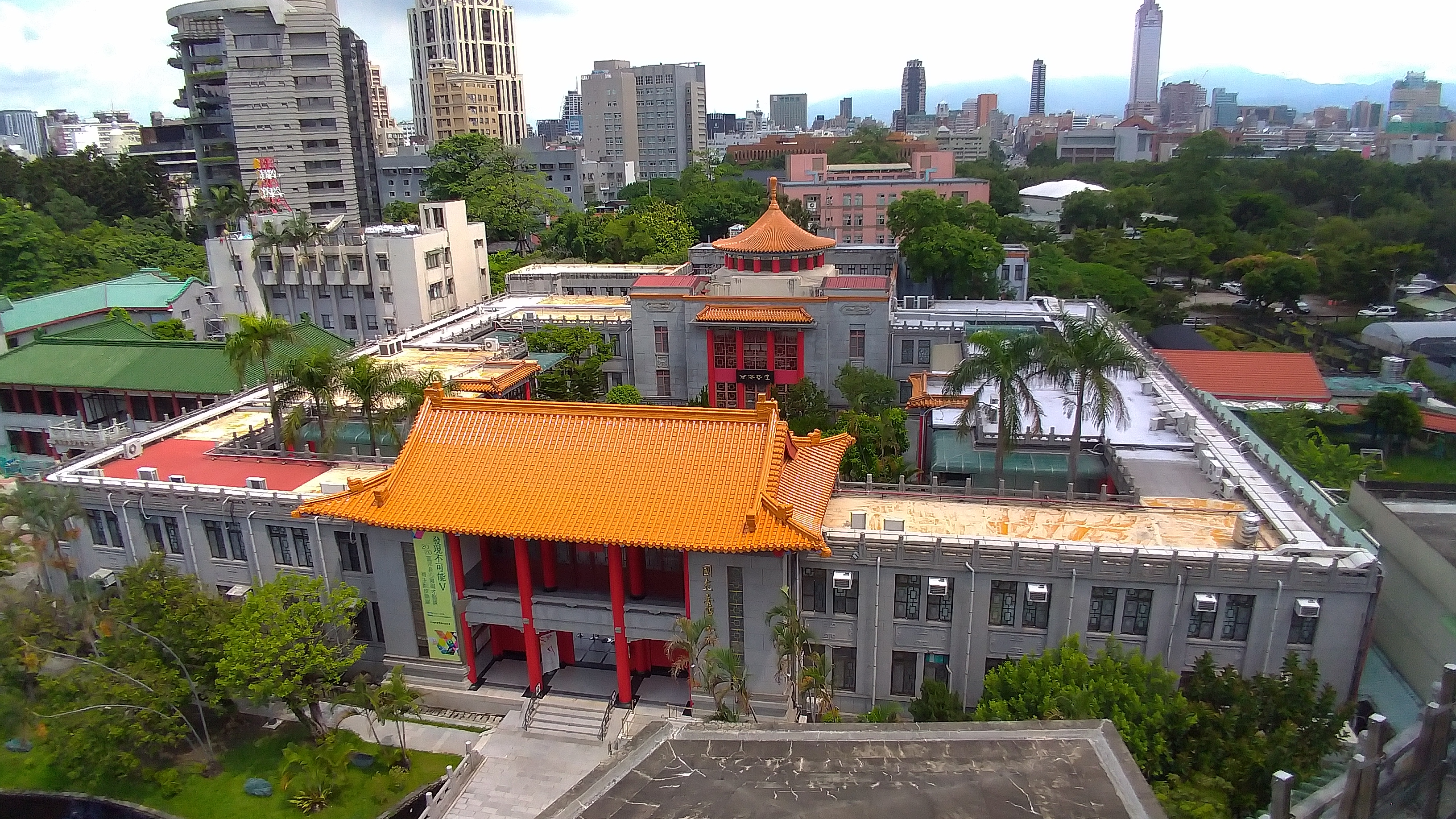
拝殿遠景

## 建築

### 特色

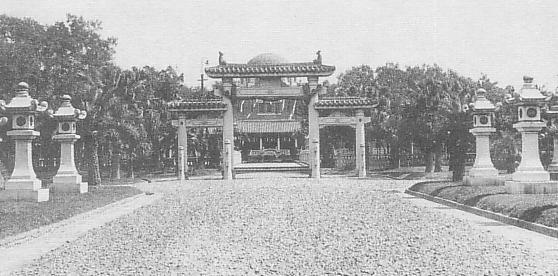
参道から拝殿を望む

建功神社は台湾総督府営繕課技師の井手薫が設計し、本殿及び拝殿の施工は浦田永太郎が担当した。建功神社は全体がコンクリートとレンガ造りの建物で、主要設施として本殿、拝殿、鳥居、神橋及び神池がある。社殿の外壁は北投窯業会社で生産した小口四丁掛け煉瓦と洗石で造られており、本殿の屋根は銅板瓦、向拝と側廊及び鳥居の屋根瓦は鶯歌で生産した中国風の青瓦、本殿の内部は阿里山のヒノキ、瑞垣と神橋から拜殿間までの地面には士林産の板石が乱張りされていた。鳥居の高さは約6メートル、頂部には屋根瓦があり、表面は洗石。神橋の長さは約20メートル、表面は洗石。

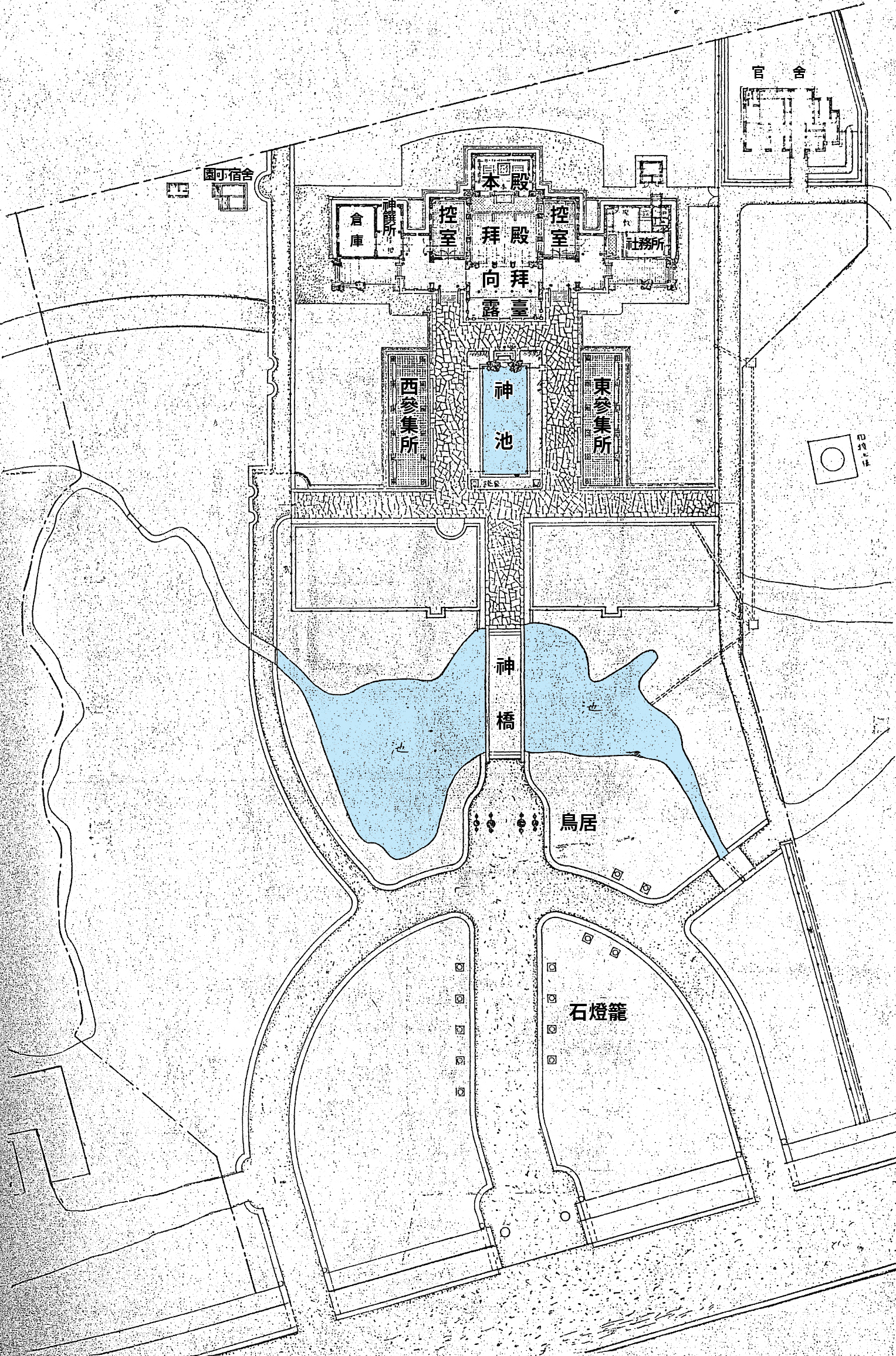
建功神社平面図(1933)

1929年10月には瑞垣、西参集所、神職宿舎を増築し、1930年3月に竣工した。同年9月に東参集所、神池の南側の対の灯篭を増設した。

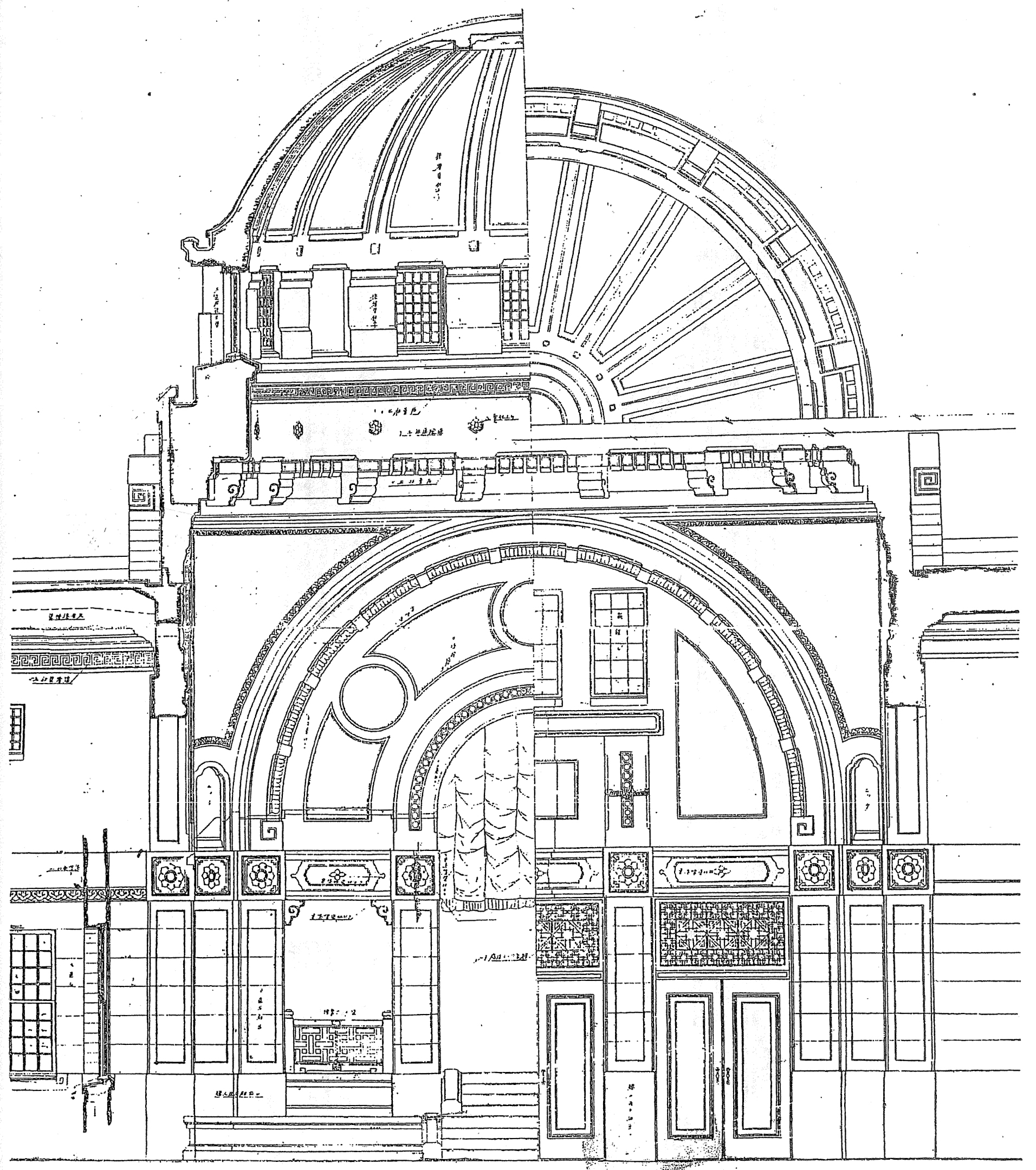
拝殿

神社の見取り図では、参道、鳥居、神橋、手水や、拝殿から最奥部の本殿に至るまで南北の方向に軸を置き、その他の付属空間である控室や社務所は拝殿の両側に広げられ、施設の配置は一般的な神社と差は無いものであった。
建功神社の建築様式は極めて独特であり、本体の構造は日本式であったが、外観は和洋中混合の建築様式であった。ドーム及び牌坊風の鳥居はこれまでの伝統的な日本の神社の建築には見られなかったものであり、台湾本土の建築様式の変革に多少の影響を及ぼしたとされる。

### 争議
建功神社の建設時、その日本の神社の伝統的な様式から逸脱した設計のため、少なくない争議があった。建功神社は神社建築で規範とされる神明造、流造などの様式から完全に逸脱していた。この特殊な造形が引き起こした争議について、井手薫は建功神社の様式をテーマとした文章を残した。
「日本国内の生活様式はすでにある程度の西洋化を経ており、たとえば洋服、洋食、父母の呼び名（パパ、ママ）など。神道建築も以前に仏教建築の影響を十分に受けている。なぜ民衆はこれらの外来文化を批判しないのに、私が建功神社に西洋建築の様式を織り込むことを批判するのか？」
「『和式」は簡素で雅、「台湾式」は重厚、「西洋式」はさらに重厚であり、この三者を調和させるのは簡単なことではなかった」

## 社紋

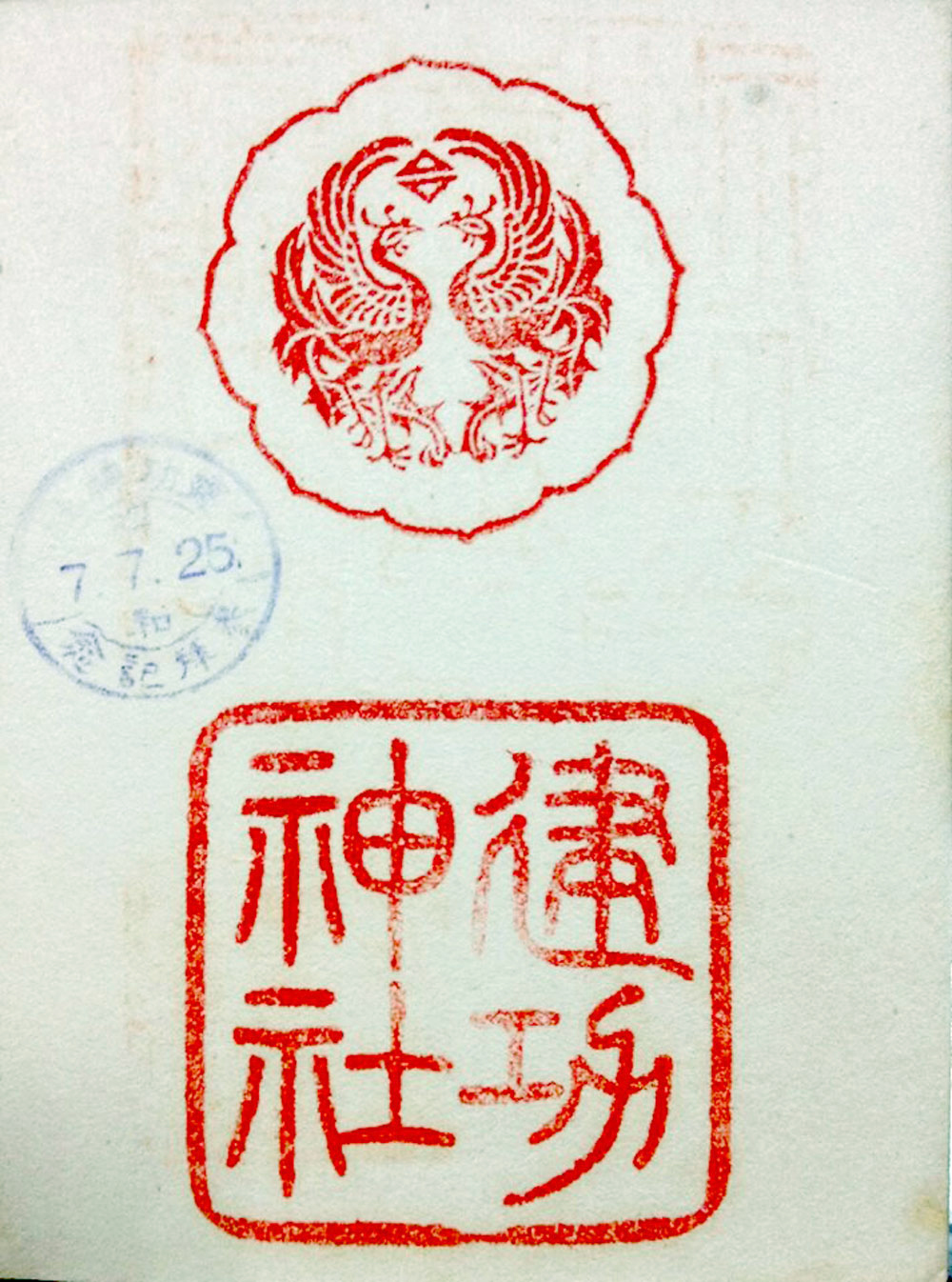
建功神社の御朱印(1932)

建功神社の社紋は八咫鏡の内側で鳳凰が向かい合い、中心上部に「台字紋」があるもの。八咫鏡は日本国体の精神を表し、鳳凰は台湾の伝説中で最も縁起の良い鳥であり、台の字の紋は台湾を表していた。

## 祭神
建功神社の1928年の鎮座時には、15,350柱の在台戦死者、殉職者及び殉難者が合祀された。
合祀者の例として、大島 (砲艦)転覆（1895年）、広丙 (防護巡洋艦)転覆（1895年）、芝山巌事件（1896年）、海門 (スループ)転覆（1897年）、奈良丸転覆（1897年）、東西横貫鉄道線調査隊（1897年）、樸仔腳事件（1901年）、北埔事件（1907年）、松島 (防護巡洋艦)転覆（1908年）、タイヤル族卡奧湾群討伐（1908年）、道路開鑿隊（1910年）、李棟山前進隊（1911年）、油羅山前進隊（1912年）、馬力光前進隊（1912年）、隘勇線前進隊（1912年）、太魯閣戰役（1914年）、台東方面搜索行動隊（1914年）、西来庵事件（1915年）、太田山事件（1920年）等の事件の死者があり、その後に合祀祭が毎年行われた。
1935年時点で総計16,805名が祀られていた。陸軍軍人の9,552人が最も多く、次いで警察職員2,789人、警察官2,434人、官公署傭人職工役夫等の656人、文官553人、海軍485人など。籍貫別では、本島人が3,620人、内地人が13,185人であり、その中では鹿児島県（640人）、東京府（609人）、福岡県（582人）、熊本県（544人）の出身者が比較的多かった。
「建功神社誌」には祭神の姓名、出身地、祭日、資格、遺族等の情報が記載されている。
| 年度   | 人数(人) | 備考                                         |
| ------ | -------- | -------------------------------------------- |
| 1928年 | 15,350   |                                              |
| 1929年 | 142      |                                              |
| 1930年 | 199      |                                              |
| 1931年 | 141      | 霧社事件の77人を含む                         |
| 1932年 | 788      | 澎湖千人塚から移祀された708人を含む          |
| 1933年 | 42       |                                              |
| 1934年 | 140      | 基隆北方で沈没した早蕨 (駆逐艦)の104人を含む |
| 1935年 | 3        |                                              |

| 籍貫           | 人数(人) |
| -------------- | -------- |
| 北海道庁       | 44       |
| 東京府         | 609      |
| 京都府         | 161      |
| 大阪府         | 223      |
| 神奈川県       | 177      |
| 兵庫県         | 288      |
| 長崎県         | 161      |
| 新潟県         | 269      |
| 埼玉県         | 179      |
| 群馬県         | 122      |
| 千葉県         | 219      |
| 茨城県         | 203      |
| 栃木県         | 87       |
| 奈良県         | 106      |
| 三重県         | 198      |
| 愛知県         | 320      |
| 静岡県         | 185      |
| 山梨県         | 113      |
| 滋賀県         | 174      |
| 岐阜県         | 208      |
| 長野県         | 231      |
| 宮城県         | 395      |
| 福島県         | 200      |
| 岩手県         | 194      |
| 青森県         | 139      |
| 山形県         | 189      |
| 秋田県         | 208      |
| 福井県         | 121      |
| 石川県         | 171      |
| 富山県         | 122      |
| 鳥取県         | 92       |
| 島根県         | 100      |
| 岡山県         | 224      |
| 広島県         | 274      |
| 山口県         | 241      |
| 和歌山県       | 142      |
| 徳島県         | 94       |
| 香川県         | 123      |
| 愛媛県         | 106      |
| 高知県         | 92       |
| 福岡県         | 582      |
| 大分県         | 187      |
| 佐賀県         | 320      |
| 熊本県         | 544      |
| 宮崎県         | 152      |
| 鹿児島県       | 640      |
| 沖縄県         | 29       |
| 内地出身地不明 | 3,227    |
| 台湾人         | 3,620    |

## 神職
建功神社の初代社掌は佐藤文一郎。國學院大學の講師であった佐藤は1928年に建功神社の社掌に任命され、海山神社及び文山神社の社掌を兼任した後、1941年2月に日本に戻り福島県の都々古別神社の宮司に任命された。二代目の建功神社の社掌は豊福長人。任期は1941年から1945年までであった。